# Logis de Saint-Rémy
Le logis de Saint-Rémy est une maison de maître du XVIIe siècle situé dans la commune de Cherves-Richemont (département de la Charente en France).

## Historique
En 1698, Théodore-Jonas de Roxel, lieutenant de vaisseau du roi, achète une terre noble et les bois de Saint-Rémy. Le logis change ensuite souvent de mains sans modification.

## Architecture
C'est une maison de maître bâtie en 1698, avec un corps de logis rectangulaire flanqué de deux pavillons carrés qui le surplombent d’un étage. Sur les pavillons, la toiture en tuiles plates est élégamment recourbée.
Côté jardin dans le brisis de la couverture sont aménagées cinq lucarnes sur le corps central et une sur chaque pavillon. Ces lucarnes sont flanquées d'ailerons et portent des frontons les uns cintrés et surmontés d'acrotères, les autres triangulaires.
La porte d'entrée est encadrée de pilastres ioniques.
Les façades et les toitures du bâtiment sont inscrites à l'inventaire des monuments historiques depuis le 25 juin 1979. 